# Parti libertarien (Suisse)
Pour les articles homonymes, voir Parti libertarien.
Le Parti libertarien est un parti politique suisse formé le 18 juin 2014. Il a été fondé sous le nom de Parti suisse de l'indépendance. Il est le principal fondateur de l'Alliance internationale des partis libertariens. Il a adopté son nom actuel en mars 2021.
Le Parti libertarien a été fondé en 2014 par Simon Scherrer, Silvan Amberg et Brenda Mäder. La création a reçu une attention médiatique assez importante en raison du fait que sa fondatrice Brenda était l'ancienne présidente des Jeunes libéraux. En 2015, le parti a fondé sa section cantonale à Zurich et s'est porté candidat au parlement national sans succès.
En février 2018, le parti a de nouveau reçu une large attention en raison de l'apparition de Simon Scherrer et de Silvan Amberg dans l'émission politique télévisée alémanique Arena pour leur opposition aux impôts fédéraux.

## Positions politiques
La vision du parti est de réduire au minimum les activités gouvernementales. Le seul but du gouvernement devrait être de protéger la vie, la propriété et la liberté de ses citoyens.
Le parti met fortement l'accent sur ses racines philosophiques, y compris l'appropriation de soi et le principe de non-agression et a formulé ces fondations dans un «document de principes».
Depuis son incorporation, le parti a plaidé en faveur de la suppression des subventions (par exemple pour la culture), l'impôt fédéral sur le revenu, la taxe sur la bière, l'assurance vieillesse obligatoire (AVS), mais aussi la libéralisation des migrations et la légalisation de toutes les drogues.

## Organisation
Le Parti libertarien est gouverné par un conseil national qui est élu chaque année par ses membres actifs avec droit de vote. Le conseil peut créer des organes locaux. Le seul parti cantonal à avoir été fondé à ce jour est celui du canton de Zurich. Le parti n'a été actif qu'en Suisse alémanique, mais il a récemment lancé un site Web en version française. Malgré leur homonymie, il ne possède pas de lien avec le Parti libertarien de Genève (actif entre 2014-2016).
Le parti a confirmé à plusieurs reprises qu'il ne se présenterait qu'au parlement, mais il s'abstiendra de tout poste exécutif en politique.

## Perception et critique du public
Le parti a été qualifié de "version hippie" du parti libéral suisse FDP en raison de sa position tolérante sur les drogues. Les médias suisses en ont parlé comme étant "avant-gardiste radical", mais aussi comme "haineux du gouvernement" ou "ennemi de l'Etat".
Il est souvent désigné comme était une structure «jeune», «petite» ou même un «micro-parti». Certains médias ont critiqué que la formation attire plus d'attention des médias qu'il ne le mériterait en raison de sa taille et de son électorat.